# Gary Numan
Gary Numan (szül. Gary Anthony James Webb, 1958. március 8. –) angol zenész (zeneszerző, előadó, énekes), akit mérvadó források „az elektro-pop atyjának” is neveznek. A punk (pontosabban poszt-punk) műfaj képviselőjeként induló, de hamarosan a szintetizátorhangok bűvkörébe eső Numan dalait és színpadon való megjelenését (kosztüm, smink) tekintve is a korai újhullám jellegzetes képviselője volt, aki főképp két 1979-es slágere (Are 'Friends' Electric? és még inkább a Cars) révén lett közismert. Jelenlegi munkássága (a kilencvenes évek közepétől) a rockzene „sötétebb” pólusaihoz, mint pl. az indusztriális és gothic műfajokhoz kötődik.

## Élete

### Gyermekkora
Gry Numan, pontosabban Gary Webb Hammersmithben (Nyugat-London) született, szülei Beryl Webb és Tony Webb. Apja, Tony Webb pilóta volt a Heathrow Repülőtér alkalmazásában.
Gary a Town Farm Junior School nevű általános iskolába járt Stanwell-ben (Ashford), majd a County Grammar School-ba (Middlesex-ben), továbbá a Slough Grammar School-ba is, majd a Brooklands Technical College-ba.
Apja nyomdokain haladva hivatásos pilóta akart lenni, de az ehhez szükséges képesítést ebben az időben még  nem sikerült megszereznie (később magánpilóta lett, és egész életében rajongott a repülésért). Ezután különféle munkákat vállalt (villástargonca-kezelő, ventilátor-szerelő, könyvelő). Szülei gyermekkorában vásároltak neki egy gitárt, ez adta az ösztönzést, hogy 15 éves kora körül dalokat kezdjen írni. A Mean Street és a The Lasers nevű zenekarokban játszott, mígnem unokatestvérével, Jess Lidyard-dal és Paul Gardiner-rel megalapították a Tubeway Army nevű punk-csapatot (1977), amelyben Numan „Valerian” művésznéven gitározott és énekelt (a nevet a popzenetörténeti hagyomány egy francia science fiction képregénysorozat (Valérian and Laureline) hősére való utalásnak tulajdonítja, bár Numan szerint egyszerűen egy nyugat-londoni autózás közben látta firkaként egy épület falára írva ). Később a "Numan" nevet vette fel, amelyre a Yellow Pages-t olvasgatva talált.

### A hetvenes években
A Tubeway Army, kifehérített hajú dalszerző-producer-frontemberével együtt a hetvenes évek legvégére valamennyire kiemelkedett a totális ismeretlenségből. Miután egy, jobbára punkdalokból álló demo-kazettát csináltak (ebből az anyagból lett a The Plan c., később, 1984-ben kiadott lemez), a Beggars Banquet Records kiadónál sikerült megjelentetniük két kislemezt (a That's Too Bad és a Bombers), de egyikük egyik dala sem került slágerlistára. Kezdetben felléptek kisebb helyeken (vendéglátóipari egységek, klubok), mint akármelyik közönséges punk-csapat, de Numannek hamar elege lett ebből. Nem látott sok fantáziát a punk műfajban, de az olyan események is, mint amikor egy actoni fellépésen a White Hart nevű sörözőben történt kisebb tömegverekedés során Sean Burke vendéggitárost szájba verték, elkedvetlenítették az erőszaktól irtózó énekest.
Ekkoriban találkozott Numan a szintetizátorokkal – lement a stúdióba, és kíváncsiságból elkezdett játszani egy, a sarokban hagyott Minimoog-on – és ez a véletlen meghatározta a további karrierjét.
Ugyanebben az évben (1978) jelent meg első nagylemezük, az újhullámos hatásokat is mutató Tubeway Army, amelyben feltűntek a Numan-ra később oly jellemző szintetizátortémák és a disztópikus sci-fi/cyberpunk gondolatkör. A harmadik kislemez, a "Down in the Park" (1979) szintén elkerülte a listákat, de a két, bevezetőben említett slágerlistás dal mellett ennek jellegzetes atmoszférájú címadó dala lett Numan egyik legmaradandóbb és legtöbbet feldolgozott munkája (a dal élőben előadott változata az Urgh! A Music War c. BBC-dokumentumfilmben látható; Numan előadása egy dodszem-szerű kocsiban ülve már a korabeli nézőkben és kritikusokban is komikus hatást keltett). A csapat melódiái egy televíziós Lee Cooper-farmerreklámban is feltűntek ("Don't be a dummy").
Ezután, '79 májusában megjelent a következő kislemez: Are 'Friends' Electric?, az első listás dal, mely hét héttel felkerülése után 1. helyezést ért el (június végén); a szintén ekkor kiadott új nagylemez, a Replicas (utóbbi címe elsősorban Philip K. Dick egy könyvére utal, melyből 1982-ben kultuszfilm készült Szárnyas fejvadász címen); egyidejűleg szintén elérte az első helyezést az albumlistákon. A Replicas máig Numan egyik legfontosabbnak tartott lemeze, dalainak többsége Numan sci-fi-novella-írási kísérleteiből, pontosabban az azok megzenésítése iránti kísérletekből keletkezett – a novellákat főleg Dick és J. G. Ballard írásai inspirálták. A lemezen megjelentek az intenzíven használt szintetizátorok (főleg a Minimoog ill. Polymoog), noha magának Numannak nem volt még saját szintetizátora: a zeneszerzés számára még hónapokig bérelt készülékeken kellett a rendelkezésre álló rövid időt kihasználni (egyébiránt egy régi zongora segítségével komponált).
Segítette a csapatot az ismertség elérésében, hogy BBC párszor lehetőséget biztosított nekik a tévés élő fellépésre, pl. a TotP c. műsorban.
A csapat neve a következőkben – lényegében változatlan összetétel mellett – Tubeway Army-ről Gary Numan-ra változott.
Szintén nagy siker vált a Cars („Autók”) c. dalból (1980), amely Amerikában Top 10-es lett. Ez az elektropop-sláger, amely színleg még rock-dalt imitált (de a „gitár-alapot” is szintetizátorbillentyűk és -pedálok adják), Numan legismertebb dala, egyfajta emblémája mindmáig. Mivel Numan később hosszú időre eltűnt a slágerlistákról, elterjedt, bár erősen vitatható vélekedés a Cars-ra hivatkozva szerzőjét „egyslágeres előadónak” tartani. Az 1979-es The Pleasure Principle c. lemezen jelent meg, olyan kiemelkedő alkotásaival együtt, mint a Films vagy a sok industrial-csapat által feldolgozott Metal. A lemez megjelenését egy koncert-körút követte (The Touring Principle), az erről készült és kiadott videófelvételt sokan az első kereskedelmi forgalomba került zenei videóalbumnak tartják. A lemez harmadik dala ("Complex"), a brit listákon a 6. helyezést érte el. A The Pleasure Principle teljes szakítást jelentett a Replicas-on még jelenlevő punk-alapokkal és gitárokkal (noha egyes hangszínek gitárt imitálnak), az előző lemezen is meghatározó hangszerként jelenlévő Mini- és Polymoog szintetizátorok és dobgépek teljes dominanciája jellemzi, s ezáltal az újhullám második, popos és szinte teljesen elektronikus fázisának jellegzetes képviselője.

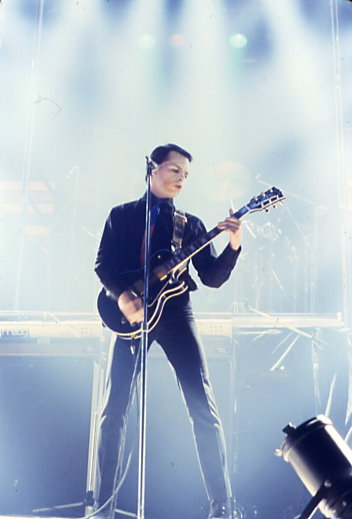
Gary Numan gitározik 1980 februárjában a Music Hallban

Numan az akkori idők popzenéjének első s valószínűleg legnépszerűbb billentyűs-sztárjává vált. Excentrikus (idegenszerű és sokszor androgün jellegű) színpadi kosztümjei és sminkjei nyíltan árulkodtak bálványozott példaképeiről (David Bowie, Marc Bolan, John Foxx – és napjainkban olyan előadóknál köszönnek vissza, mint a Numan-fanatikus Marilyn Manson), a tévé- és rádiótársaságok interjú-készítőit pedig sokszor mellbevágó – igaz, arroganciának is érezhető – őszintesége lepte meg. Egyébként is különc volt, aki most, 21 évesen még mindig a szüleivel lakott. Különcsége (amelyet öltözködésével csak erősített), népszerűsége, és az, hogy anyagi sikerességét – és ezzel kapcsolatos motivációit – nyíltan vállalta, azonban elidegenített sok újságírót és zenésztársat, a Yes egyik, szatirikus hangvételű dala ("White Car", Drama, 1980) pl. nyilvánvaló utalás Numannak ama szokására, hogy London utcáin száguldozott fehér Chevrolet Corvette-jén, melyet a Beggars kiadótól kapott. Egykori bálványa, David Bowie pedig visszautasította, hogy együtt lépjenek fel a The Kenny Everett Video Show-ban. A zenei sajtó – élén a BBC-vel – is sokszor írt róla gúnyosan, a „jelentéktelen” és hasonló címkékkel ellátva őt. „Az elektronikus zenét nem tartották akkoriban valódi zenének, és mivel én voltam a legismertebb képviselője, a támadások oroszlánrészét én kaptam – de még azután is, hogy a műfaj népszerűbbé vált, én álltam a célpontban. Sokszor kifogásolható stílusban válaszoltam ezekre, és persze ez sem javított a helyzeten…” Ennek ellenére fanatikus rajongótábor alakult ki körülötte, akik magukat „numanoidok”-nak nevezték.

### A nyolcvanas évek
1980-ban Numan Telekon című albumával újból a listák élére került, a We Are Glass, a I Die: You Die és a This Wreckage egyenként pedig az 5., a 6. és 20. helyezést érték el. Ez volt az utolsó stúdióalbum azok közül, melyeket Numan visszatekintve pályafutása „gépkorszaka” termékeinek nevezett. A Telekon-on újra hallhatóak a gitárok, de a szintetizátorok köre is bővült (a remegő hangú hegedűszerű hangzást produkáló Moog szintetizátorok mellett  nagyobb lett a szerepe a Roland Jupiter-4-ének, a híres Prophet-5-nek és emellett más Roland, ARP és Yamaha termékeknek).
Még a kiadás évében sor került Numan pályafutásának második nagy koncertkörútjára (The Teletour); ami, bár művészi szempontból nem csökkentette Numan presztízsét, anyagilag veszteségesnek bizonyult. A hírnévvel járó feszültségbe is belefáradt, és bejelentette, hogy az 1981 áprilisában a Wembleyben tartandó koncertsorozata az utolsó élő előadás-sorozata lesz. Ezen a körúton az alternatív rock olyan képviselőivel lépett fel, mint a Nash the Slash, a Shock; és végül megmásította a visszavonulásról szóló döntését – de karrierjére nézve mégis végzetesnek bizonyult, mert a hallgatósága azon része, melyek nem tartoztak fanatikus rajongói közé, gyorsan más előadók felé fordította figyelmét.
Zenei stílusában is nagy változás, törés következett be. Numan érdeklődése a rock-inspirálta elektro-poptól a lágyabb – és paradox módon, kevésbé populáris – popműfajok (experimentális jazz-funk-szintipop) felé fordult. 1981-ben jelentette meg az első ilyen úton haladó, sokféle irányzattal kísérletező, számos számon tartott vendégzenész segítségével készült nagylemezt, a Dance-t), amely a brit listákon a 3. helyezést érte el, de csupán nyolc hét elteltével, lekerült róluk. A közreműködő zenészek közé tartozott pl. Mick Karn (a Japan együttesből – basszus, szaxofon) és Rob Dean gitáros (szintén a Japan-ból), Roger Mason billentyűs (a Models-ből) és Roger Taylor (dobok, a Queen-ből).
Dramatis néven háttérzenekara is újjáalakult, amellyel a For Future Reference c. lemezt adták ki, élén a kisebb slágerré vált funk-diszkós Love Needs No Disguise c. dallal. De világosan látható volt, hogy Numan csillaga lehanyatlóban van, illetve elhomályosítják az olyan új újhullámos kiválóságok, mint Adam Ant, a The Human League, a Duran Duran, illetve a Depeche Mode.
Az ebben a korszakban készült lemezei nemcsak zeneileg tartoztak különféle kategóriákba, de a borítójukon látható Gary Numan-imázs is nagyon változatos volt – a kalapos-öltönyös úriembertől egészen a Mad Max futurisztikus bőrszerelésébe öltözött vagányig – de egyik sem ragadta meg annyira a közönség fantáziáját, mint a „gépkorszak” Numanjának érzelemmentes orrhangon „éneklő”, magányos és minden bizonnyal rövidzárlatos androidja.
A Dance művészkedő felütése után populárisabb irányba forduló I, Assassin (1982) még kevésbé lett siker. Bár három kislemez a Top 20-ba került, az album csak 8. helyezést érte el, és hat hét után lekerült. Numan ekkoriban Amerikában élt (adóügyi emigránsként), és élő koncertsorozatot szervezett a lemezhez, az elsőt a visszavonulásának bejelentése óta.
A Warriors (1983) c. lemez, amelyen az avantgárd zenész Bill Nelson közreműködött (de összeveszett Numannal és így visszautasította, hogy koproducerként feltüntessék a nevét), valamint a szaxofonos Dick Morrissey (aki viszont egészen 1991-ig részt vett az összes többi Numan-album készítésében); a 12. helyezést érte el, és, csakúgy, mint az I, Assassin c. dal, hat hétig volt fent. Ez volt az utolsó lemeze, amit a Beggars Banquet Records adott ki. Egy negyven előadásból álló brit koncertsorozaton mutatta be – az első Britanniában tartott élő fellépése a visszavonulás-bejelentés óta. A koncerteken (és a lemezborítón) Numan ismét egy poszt-apokaliptikus kultuszművet, az 1979-es Mad Max-et idéző kosztümbe öltözött – ez a bőrruházat ismét megkapta a magáét a kritikus sajtótól.
Numan a lemezkiadókkal fennálló problémái miatt és az ötletei megvalósításához szükséges totális szabadságot megvalósítandó, ekkoriban alapította meg saját kiadóvállalatát, a Numa Records-öt.
Az első Numánál megjelent lemeze, az 1984-es Berserker, melyet zeneileg a basszus és a dobok erőteljesebb jelenléte jellemzett, főképp a sampler-ek miatt nevezetes, eleddig Numan nem használt ilyen eszközöket; illetve amiatt, hogy ez a lemez lett Numan addigi legsikertelenebbnek bizonyuló alkotása, annak ellenére, hogy szintén élő előadássorozat kapcsolódott hozzá. A Berserker fura, kísérletezőnek tűnő lemez, hiányoznak róla a klasszikus Numan-dalok magabiztossága és egyéni szintetizátor/gitár témái, ehelyett új és Numantól szokatlan zenei eszközök jelennek meg rajta, mint pl. a fúvós hangszerek a háttérben, vagy a női vokálok, a rengeteg rockzenei sample és klisé ellenére tánczenei albumnak hallatszik. Elég találgatásra is ösztönözte a kritikusokat, hogy milyen hatások alatt született – a gyanúsítottak listája Prince-től Dawid Bowie-n át a Frankie Goes to Hollywood-ig terjed. A dalok egy részének, különösen a címadó dalnak a szövege – Numan interpretációja szerint – egy pszichopatoid, hideg emberről vagy lényről szól, aki „erős, ijesztő és megállíthatatlan – valamiféle idegenség jellemzi”,  továbbá „játszadozik az emberekkel és durván kihasználja őket, anélkül, hogy kifejezett módon kimondaná [a dalszöveg], hogy pontosan mik is ezek a játszmák.” Az albumhoz meglepő új smink is készült (a borítón is ez látható és Numan ebben lépett fel a koncerteken és a korabeli interjúk egy részében is): Hófehér kezes-lábas szerű ruha (némileg kényszerzubbonyra is emlékeztet), fehér vagy kék övvel, időnként kék csokornyakkendővel kiegészítve, az arc pedig márványszerűen fehérre sminkelve, erős kék ajakrúzzsal, és ugyanolyan kék színű hajjal, Numan egyfajta Pierrot-bohócjelmezt öltött fel (ez példaképére, Bowie-ra is jellemző volt).
1984-ben még egy tragédiát kellett megélnie: meghalt Paul Gardiner, a Tubeway Army megalakulása óta hű basszusgitárosa és kevés közeli barátainak egyike.
A következő években zeneileg Robert Palmer és Prince befolyása alá került.
A következő lemez, a The Fury (1985), az előzőnél sikeresebbnek bizonyult, hiszen a brit top 30-ba került – de sokáig az utolsó ilyen Numan-album maradt.
Ebben az időszakban kezdődött együttműködése Bill Sharpe-pal (a Shakatak együttesből), és az egyik dal (Change Your Mind), a listák 17 helyére került fel Angliában. Azonban ez sem mentette meg a Numa Records-öt a csődtől (Numan becslései szerint 4,5 millió fontot veszített a vállalkozásban): az utolsó kiadott albuma a Strange Charm lett (1986). Hogy a baj ne járjon egyedül, dalait eltávolították a BBC Radio 1 lejátszószelektoraiból, így ezentúl a totális rádiócsenddel is szembe kellett néznie.
Mégsem adta fel: átigazolt az IRS Records-höz, és elkészített egy újabb nagylemezt, ez lett az industrial-funk behatásokról árulkodó Metal Rhythm (1988). Noha anyagilag bukás volt, de a rajongók legalább, hosszú idő óta, kedvezően nyilatkoztak róla, és a sajtó ellenséges hozzáállása is megváltozott. Numan mellesleg rendkívül elégedetlen volt a kiadóval (promócióhiány, a single-k rossz kiválasztása, a lemezcím New Anger-re változtatása, a borító fekete helyett kék lett, és az amerikai kiadás több dalát engedélye nélkül újrakeverték). 1989-ben Sharpe és Numan Automatic címen új lemezt adtak ki. A könnyű popos irányba mozduló lemez sem lett nagy siker, és gyártását hamar leállították).

## A kilencvenes évek
1991-ben Numan és Michael R. Smith írták a The Unborn c. film zenéjét (később az anyagot a Human nevű instrumentális album formájában adta ki 1995-ben). Szintén ez évben jelent meg az Outland c. lemeze, ami azonban csak Numan üzleti balfogásainak listáját és a kedvezőtlen kritikákat gyarapította. Ez volt a második és utolsó IRS-nél megjelent lemez. Ezután újból megkísérelte a Numa Records feltámasztását, s ebben a formában két nagylemezt adott ki.
Az 1992-es Machine + Soul-ból csak néhány ezer példányt tudott eladni. Ezt a tisztán üzleti megfontolásokból készült lemezt maga Numan is karrierje mélypontjaként jellemezte, és 1994-re maga is teljesen feladta a poppiac újbóli meghódításának vágyát; ehelyett olyan személyesebb témákra kezdett koncentrálni, mint ateista hite. Szakított a rossz ötletnek bizonyuló jazz-majmolással, de a legkomolyabb sikereit hozó szintetizátor-zenével is, és egy számára teljesen új, gitárcentrikusabb zenei világgal, az industriallal kezdett kísérletezni, ebben jövendő felesége, Gemma bátorította.
Az első ilyen album, a Sacrifice  lett – és most először történt, hogy majdnem minden hangszert ő játszott fel. A kritika jól fogadta a váltást, és Numan, valamint az olyan industrial-zenekarok, mint a Nine Inch Nails, kölcsönösen hatottak egymásra (a NIN pl. feldolgozta a Metal c. klasszikus Gary Numan-dalt, ő pedig úgy nyilatkozott, hogy a NIN mindig is nagy hatással volt rá, és az összes létező könnyűzenei dalok közül e zenekar Closer c. opusza a kedvence). A Sacrifice-szal egyébként befejeződött a Numa Records második élete.
A következő két nagylemez, az Exile (1997) és a Pure (2000), komoly elismerést aratott a kritikusok körében. Numan az Exile-hoz olyan koncertkörutat szervezett, melynek keretében az USA-ba is újból elutazott.

## A kétezres évek

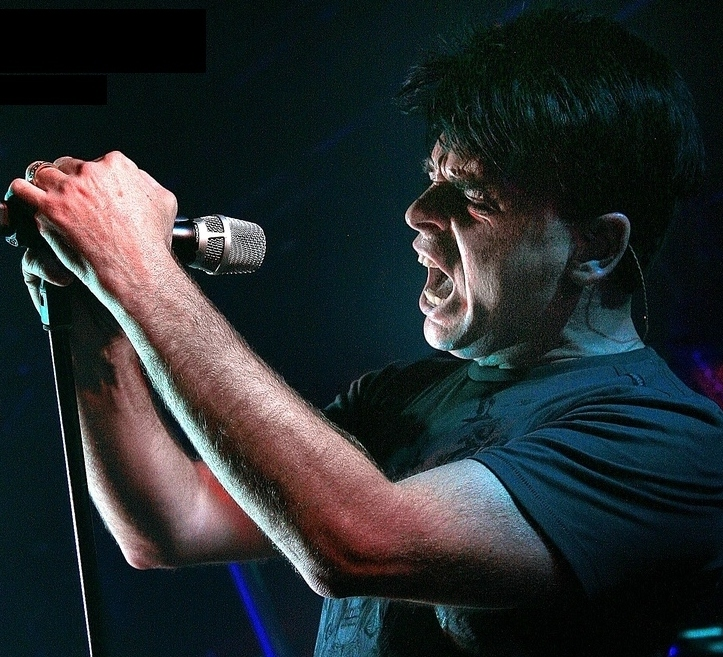
Ez ő maga, 2007-ben, élőben.

A kilencvenes évek vége az elektronikus zenék újabb fellendülését hozta, Numan pedig megváltozott helyzetben találta magát: az a sajtó, mely éveken át nevetségessé tette, mára az "elektronikus zene atyjaként" hivatkozik rá. Felnőtt egy zenésznemzedék is, akik számára részben Numan egykori úttörő dalai jelentették az ösztönzést: Dave Grohl (a Foo Fighters-ből), a Nirvana, Trent Reznor (Nine Inch Nails), és Brian Warner (alias Marilyn Manson), vagy Liam Howlett (a Prodigy-ből – aki szerint „Gary Numan írt néhány dolgot a brit pop legjobb művei közül”. A nyolcvanas évekbeli elszigeteltség, ami jellemezte, a kétezres-kétezerhúszas évekre teljesen feloldódott, és Numan keresett zenész lett koprodukciós dalok létrehozásához, számos közös dal és koncert készült, elsősorban elektronikus zenei és indusztriális előadókkal (pl. a Nine Inch Nails vagy az Afrika Bambaata).
Dalait számtalan módon dolgozták fel, a Basement Jaxx pl. a 2002-es Where's Your Head At?-ben épített Numan M.E. (The Pleasure Principle) c. dalára, a Fear Factory feldolgozta a Cars c. klasszikust (ezt egyébként több más neves és névtelen előadó is megtette), ráadásul maga Numan is szerepelt benne; a NIN a Metal-t rekonstruálta (a Things Falling Apart c. remix albumhoz, amely a The Fragile-ból készült). Szintén a Metal-ból készített egy kiváló modern változatot az Afrika Bambaataa nevű diszkó/techno csapat (szintén maga Numan énekelte hozzá újra a szöveget), a Dark Matter Moving at the Speed of Light c. lemezhez.
2002-ben a brit pop trió, a Sugababes került a slágerlisták élére a Freak Like Me c. dallal, ami Adina Howard Freak Like Me c. dalából készült, ám a billentyű-alapot Numan klasszikus Are 'Friends' Electric-jének ütemei adták . Ezt (mármint az eredeti Numan-dalt) a számot mellesleg szintén több együttes feldolgozta, pl. a Groove Armada

## Személye, nézetei
Numan dogmatikus (más néven erős v. pozitív) ateista, ezen nézeteinek lemezein (pl. az Exile) is hangot adott.
Politikailag a Konzervatív Párt híve volt, amíg Margaret Thatcher miniszterelnök-asszony regnált ( Ez hozzájárult ahhoz, hogy a sajtó rosszindulatúan írjon róla. Később támogató nyilatkozatait meg is bánta, mint mondta, ezzel hurkot font a saját nyaka köré. A legutóbbi időkben már azt állította, nem vallja magát sem bal-, sem jobboldalinak, és nem híve sem Tony Blair, sem David Cameron politikájának.)
Extrémebb hobbijai közt a repülőgépvezetés is szerepelt. Amikor elvégezte a gimnáziumot, sikertelenül próbált pilótavizsgát tenni, hogy apját kövesse, a nyolcvanas évek elejére azonban megszerezte a megfelelő képesítést, és 3 repülőgépet is beszerzett, melyeket saját maga vezetett. A Pleasure Principle c., relatíve korai lemezének harmadik, Complex c. dala single lett, videóklip készült hozzá, amelynek képei főképp a repüléssel kapcsolatos élményekről szólnak.
Numan házas ember, a saját rajongótáborából nősült, felesége Gemma O'Neill. 2003-ban megszületett első gyerekük (számos vetélés és lombikbébi-kísérlet után), Raven; 2005-ben pedig második lányuk, Persia. 2007 márciusában harmadik gyermekük, Echo is világra jött. Persia kamaszlánnyá cseperedve részt vett apja kétezertízes években kiadott lemezeinek élő előadásaiban és promóciójában is, a Savage c. album (2017) promóciós single-jének (My Name is Rúin) videóklipjében is szerepel.
A 2000-es évek elején Numan-nak az a nézete alakult ki, hogy különcsége egy neurológiai rendellenességgel magyarázható, konkrétan az „öndiagnosztizált Asperger-szindrómával élők” táborát gyarapítja.
A tévés sci-fi sorozatok közül legjobban a Firefly-t szerette, noha olvasmányai közt sok cyberpunk írás szerepelt, amelyek a hetvenes és nyolcvanas években zenéjének témáira is hatást gyakoroltak. A kortárs pop-rock zenék közül a Nine Inch Nails a kedvence (de szereti a Prodigy-t is).
Numan a kilencvenes és kétezres években East Sussex-ben élt (ahová Essex-ből költözött át). Harmadik gyermekük születése után pár évvel Los Angeles-be költöztek, ahol jelenleg élnek. A költözésről a sajtó már megelőzően is találgatásokba bocsátkozott, de Numan eleinte – legalábbis részben – tagadta, hogy elhagyná Angliát. Amikor mégis elköltöztek, ezt részben a közbiztonság helyzetével (különösen a 2011-es angliai zavargásokkal) indokolták (amelynek során, vagy nem sokkal előtte, feleségét egy fiatalokból álló galeri szóban inzultálta séta közben ), részben pedig azzal, hogy Numan filmekhez kíván zenéket írni, amit az angliai filmgyártás nem épp kiemelkedő volta nem tesz lehetővé.

## Fordítás
- Ez a szócikk részben vagy egészben  a   Gary Numan című angol Wikipédia-szócikk fordításán alapul.  Az eredeti cikk szerkesztőit annak laptörténete sorolja fel. Ez a jelzés csupán a megfogalmazás eredetét és a szerzői jogokat jelzi, nem szolgál a cikkben szereplő információk forrásmegjelöléseként.